# 印度簕竹
印度簕竹（学名：Bambusa bambos），又名缅甸刺竹、小刺竹或貌子竹，为禾本科簕竹属下的一个种。

## 扩展阅读
- 維基物種上的相關：印度簕竹